# Балка Обеточна
Балка Обеточна, Обитічна — балка (річка) в Україні у Пролетарському районі м. Донецька Донецької області. Ліва притока річки Кальміусу (басейн Азовського моря).

## Опис
Довжина балки приблизно 10,35 км, найкоротша відстань між витоком і гирлом — 7,68  км, коефіцієнт звивистості річки — 1,35 . Формується декількома балками та загатами.

## Розташування
Бере початок на південно-західній стороні від селища Маяк. Тече переважно на південний захід і у селищі Ларине впадає у річку Кальміус.

## Цікаві факти
- Навколо балки існує багато териконів[2].
- У XX столітті на балці існували водяні млини та птахоферми (ПТФ)[3].